# Torneo de Reserva 2011-12
El Torneo de Reserva 2011-12 fue la septuagésimo primera edición del certamen organizado por la Asociación del Fútbol Argentino. Participaron un total de 19 equipos, todos participantes de la Primera División 2011-12.
Los nuevos participantes fueron: Unión, que regresó tras su última participación en la temporada 2002-03; y Belgrano de Córdoba, que regresó tras su última intervención en la temporada 2006-07.
El torneo consagró campeón por decimoctava vez en su historia a Boca Juniors, tras igualar 0 a 0 con Tigre.

## Equipos participantes
De los 20 equipos, participaron 19. San Martín de San Juan desistió:
| Equipo              | Ciudad          | Estadio                                              | Capacidad |
| ------------------- | --------------- | ---------------------------------------------------- | --------- |
| All Boys            | Buenos Aires    | Islas Malvinas                                       | 21.500    |
| Argentinos Juniors  | Buenos Aires    | Diego Armando Maradona                               | 24.800    |
| Arsenal             | Sarandí         | El Viaducto                                          | 16.000    |
| Atlético de Rafaela | Rafaela         | Nuevo Monumental                                     | 17.000    |
| Banfield            | Lomas de Zamora | Florencio Sola                                       | 34.901    |
| Belgrano            | Córdoba         | Mario Alberto Kempes                                 | 57.000    |
| Boca Juniors        | Buenos Aires    | Alberto J. Armando                                   | 49.000    |
| Colón               | Santa Fe        | Brigadier Estanislao López                           | 43.000    |
| Estudiantes         | La Plata        | Ciudad de La Plata Centenario Dr. José Luis Meiszner | 53.000    |
| Godoy Cruz          | Godoy Cruz      | Malvinas Argentinas                                  | 40.268    |
| Independiente       | Avellaneda      | Libertadores de América                              | 41.637    |
| Lanús               | Lanús           | Ciudad de Lanús - Néstor Díaz Pérez                  | 46.619    |
| Newell's Old Boys   | Rosario         | Marcelo Bielsa                                       | 39.095    |
| Olimpo              | Bahía Blanca    | Roberto N. Carminatti                                | 20.000    |
| Racing Club         | Avellaneda      | Presidente Juan Domingo Perón                        | 51.389    |
| San Lorenzo         | Buenos Aires    | Pedro Bidegain                                       | 47.489    |
| Tigre               | Victoria        | José Dellagiovanna                                   | 26.282    |
| Unión               | Santa Fe        | 15 de Abril                                          | 22.300    |
| Vélez Sarsfield     | Buenos Aires    | José Amalfitani                                      | 49.540    |

### Distribución geográfica de los equipos
| Región                                   | Cant. | Equipos                                                                   |
| ---------------------------------------- | ----- | ------------------------------------------------------------------------- |
| Conurbano bonaerense                     | 6     | Arsenal, Banfield, Independiente, Lanús, Racing Club y Tigre              |
| Ciudad de Buenos Aires                   | 5     | All Boys, Argentinos Juniors, Boca Juniors, San Lorenzo y Vélez Sarsfield |
| Provincia de Santa Fe                    | 4     | Atlético de Rafaela, Colón, Newell's Old Boys y Unión                     |
| Ciudad de La Plata                       | 1     | Estudiantes                                                               |
| Interior de la provincia de Buenos Aires | 1     | Olimpo                                                                    |
| Provincia de Córdoba                     | 1     | Belgrano                                                                  |
| Provincia de Mendoza                     | 1     | Godoy Cruz                                                                |

## Sistema de disputa
Se llevó a cabo en una dos ruedas, por el sistema de todos contra todos, invirtiendo la localía y consagró un campeón. La tabla final de posiciones del torneo se estableció por acumulación de puntos.

## Tabla de posiciones
| Pos. | Equipo                   | Pts. | PJ | PG | PE | PP | GF | GC | Dif. |
| ---- | ------------------------ | ---- | -- | -- | -- | -- | -- | -- | ---- |
| 1.º  | Boca Juniors             | 77   | 36 | 22 | 11 | 3  | 60 | 24 | 36   |
| 2.º  | Independiente            | 76   | 36 | 22 | 10 | 4  | 53 | 26 | 27   |
| 3.º  | Vélez Sarsfield          | 71   | 35 | 20 | 11 | 4  | 66 | 29 | 37   |
| 4.º  | Belgrano                 | 55   | 35 | 16 | 7  | 12 | 59 | 47 | 12   |
| 5.º  | Estudiantes LP           | 54   | 35 | 14 | 12 | 9  | 54 | 38 | 16   |
| 6.º  | Newell's Old Boys        | 52   | 35 | 13 | 13 | 9  | 46 | 36 | 10   |
| 7.º  | Atlético de Rafaela      | 51   | 33 | 15 | 6  | 12 | 59 | 54 | 5    |
| 8.º  | Argentinos Juniors       | 44   | 33 | 12 | 8  | 13 | 44 | 43 | 1    |
| 9.º  | Banfield                 | 44   | 36 | 11 | 11 | 14 | 46 | 46 | 0    |
| 10.º | Unión                    | 43   | 35 | 11 | 10 | 14 | 37 | 40 | −3   |
| 11.º | Racing                   | 41   | 35 | 9  | 14 | 12 | 37 | 41 | −4   |
| 12.º | Colón                    | 41   | 35 | 11 | 8  | 16 | 49 | 55 | −6   |
| 13.º | Olimpo                   | 40   | 34 | 10 | 10 | 14 | 34 | 60 | −26  |
| 14.º | Tigre                    | 39   | 33 | 11 | 6  | 16 | 39 | 48 | −9   |
| 15.º | San Lorenzo              | 38   | 34 | 9  | 11 | 14 | 29 | 44 | −15  |
| 16.º | Lanús                    | 35   | 35 | 9  | 8  | 18 | 34 | 49 | −15  |
| 17.º | Arsenal                  | 34   | 34 | 8  | 10 | 16 | 28 | 43 | −15  |
| 18.º | All Boys                 | 31   | 35 | 9  | 4  | 22 | 29 | 62 | −33  |
| 19.º | Godoy Cruz Antonio Tomba | 28   | 32 | 6  | 10 | 16 | 42 | 59 | −17  |